# Carlos Alberto (Fußballspieler, Dezember 1984)
Carlos Alberto, mit vollem Namen Carlos Alberto Gomes de Jesus (* 11. Dezember 1984 in Rio de Janeiro), ist ein ehemaliger brasilianischer Fußballspieler.

## Karriere

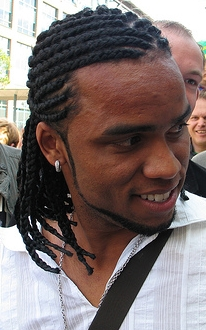
Carlos Alberto (2007)

### Fluminense Rio de Janeiro
Der offensive Mittelfeldspieler begann seine Laufbahn als Fußball-Profi bei Fluminense FC in seiner Heimatstadt.

### FC Porto
Zu Beginn des Jahres 2004 holte ihn José Mourinho zum FC Porto, im Mai des gleichen Jahres gewann er mit seinem neuen Club die Champions League. Im Finale in der Veltins-Arena in Gelsenkirchen gelang ihm ein Treffer. Ein weiterer Höhepunkt seiner noch jungen Karriere stellte das Weltpokalfinale 2004 in Yokohama dar, in dem sich Porto gegen den kolumbianischen Club Once Caldas mit 8:7 im Elfmeterschießen durchsetzte. Der Brasilianer verwandelte dabei seinen Versuch, nachdem er in der 70. Minute eingewechselt worden war.

### Corinthians São Paulo
Im Januar 2005 wechselte Carlos Alberto für eine Ablösesumme von umgerechnet 10 Mio. Euro zu SC Corinthians, wo er brasilianischer Meister wurde. Nach einer schwachen Saison seines Vereins und einem Streit mit seinem Trainer Emerson Leão wurde Carlos Alberto im Januar 2007 an seinen Heimatverein Fluminense verliehen.

### Werder Bremen und Ausleihgeschäfte
Zur Saison 2007/08 wechselte Carlos Alberto zu Werder Bremen. Er erhielt einen Vertrag bis 2011. Die Gesamtablöse betrug 7,8 Mio. Euro. Damit war er bis zu diesem Zeitpunkt der teuerste Transfer der Vereinsgeschichte. Nach gesundheitlichen Problemen und Disziplinlosigkeiten schloss der Verein im Januar 2008 ein auf ein halbes Jahr befristetes Leihgeschäft mit dem brasilianischen Meister FC São Paulo ab.
Im April 2008 wurde Carlos Alberto aufgrund undisziplinierten Verhaltens bei São Paulo ausgemustert. Der Verein zahlte zwar das Gehalt weiter, doch Carlos Alberto war vom Spiel- und Trainingsbetrieb ausgeschlossen.
Im Mai 2008 wurde er erneut innerhalb Brasiliens verliehen, diesmal an Botafogo FR.
Er verließ den Verein aber, trotz eines Leihvertrages bis zum Juni 2009, auf Grund ausstehender Gehaltszahlungen im November 2008.
Daraufhin wurde er im Januar 2009 an den brasilianischen Zweitligisten CR Vasco da Gama ausgeliehen. Dort erhielt der Mittelfeldspieler einen Vertrag bis zum Sommer und wurde gleich nach seiner Ankunft zum Mannschaftskapitän ernannt. Im Juli wurde die Leihe bis zum Ende der Saison 2009/2010 verlängert.
Für Bremen kam er lediglich auf zwei Bundesligaeinsätze als Einwechselspieler, zudem zu einem Spiel im DFB-Pokal, einem Einsatz in der Champions-League-Qualifikation und einem Kurzeinsatz in einem Champions-League-Gruppenspiel.

### CR Vasco da Gama
Nachdem das Ausleihgeschäft geendet hatte, wurde Carlos Alberto endgültig an CR Vasco da Gama verkauft.
Im Februar 2011 wurde Carlos Alberto bis zum Jahresende an den Grêmio FBPA nach Porto Alegre verliehen. Jedoch kehrte er schon nach einem halben Jahr zurück. Daraufhin wurde er im Juni 2011 wieder verliehen, diesmal an den Ligakonkurrenten EC Bahia, wo er wieder Stammspieler wurde.

### Weitere Stationen
2014 wurde er zunächst vom Goiás EC verpflichtet, verließ den Verein aber nach wenigen Spielen wieder und heuerte abermals bei Botafogo an, wo er den Rest der Saison spielte. In Rio blieb er bei 13 Ligaeinsätzen ohne Torerfolg und stieg zum Ende der Saison in die zweite Liga ab.
Nachdem ein Wechsel zu al-Dhafra in die Vereinigten Arabischen Emirate platzte, spielte Carlos Alberto seit 2015 beim Aufsteiger Figueirense FC. 2016 wechselte Alberto zu Athletico Paranaense, wo er allerdings nur ein halbes Jahr blieb. Im Anschluss folgte ein einjährige Vereinslosigkeit, bevor er sich im November 2018 Boavista SC anschloss. Nach der Saison 2018/19 beendete er seine Karriere.

### Nationalmannschaft
Carlos Alberto absolvierte fünf Länderspiele für die brasilianische Fußballnationalmannschaft. Sein Debüt gab er am 15. Juli 2003 gegen Honduras. Sein letztes Spiel absolvierte er am 27. April 2005 gegen Guatemala.

### Doping
Bei einem im März 2013 durchgeführten Dopingtest wurden Hydrochlorothiazid und Tamoxifen nachgewiesen, sodass Carlos Alberto als des Dopings überführt gilt. Der Oberste Sportgerichtshof Brasiliens sprach eine Sperre von neuneinhalb Monaten aus.

## Erfolge
- Campeonato-Carioca-Sieger 2002 mit Fluminense
- Portugiesischer Meister 2004 mit dem FC Porto
- Champions-League-Sieger 2004 mit dem FC Porto
- Portugiesischer Super-Cup-Sieger 2004 mit dem FC Porto
- Weltpokal-Sieger 2004 mit dem FC Porto
- Brasilianischer Meister 2005 mit Corinthians São Paulo
- Brasilianischer Pokalsieger 2007 mit Fluminense
- Meister der zweiten brasilianischen Liga 2008/09 mit CR Vasco da Gama

## Sonstiges
Carlos Alberto trat in der Vergangenheit als Unterstützer von Jair Bolsonaro in Erscheinung.